# تنگ بهرام چوبین

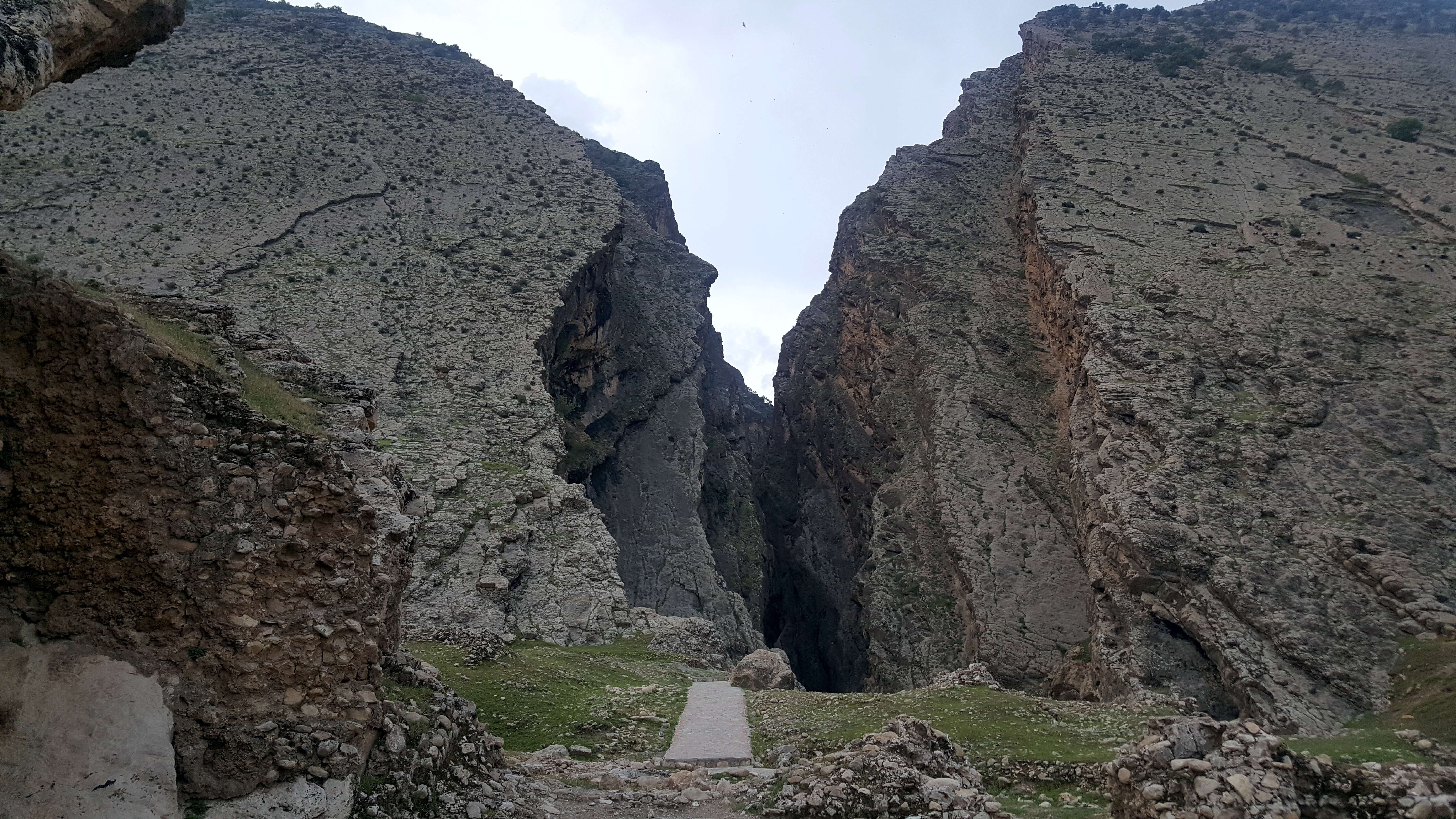
نمایی از تنگ بهرام چوبین در دامنهٔ کبیرکوه، ایلام - ۲۰۱۸

تنگ بهرام چوبین تنگه‌ای کم عرض و مرتفع با موقعیت استراتژیک در دامنه کبیرکوه و در مجاورت روستای ارمو از توابع شهرستان دره‌شهر واقع در استان ایلام می‌باشد.این تنگه با آثار باقی‌مانده از دیوار و دژهای نظامی به بهرام چوبین از ژنرال‌های دوره ساسانی منسوب است، و مکانی بوده برای پناه گرفتن بهرام چوبین در زمان شورش علیه خسروپرویز. آثار به جا مانده عمدتاً شامل قلعه‌ای از سنگ و گچ و پلکان بر دیواره‌های سنگی است. همچنین این مجموعه دارای چهار آب‌انبار سنگی و ناودانک‌های ارتباطی برای نگهداری آب شرب برای مدت طولانی است.
تنگه بهرام چوبین از مناطق گردشگری در فصل بهار و تابستان برای مردم دره‌شهر و شهرستان‌های مجاور به‌شمار می‌آید.